# The Voice Kids (8.ª temporada)
A oitava temporada do The Voice Kids, transmitida pela TV Globo, é a versão infantil do talent show brasileiro The Voice Brasil. Foi exibida de 9 de abril à 9 de julho de 2023. A temporada teve a apresentação de Fátima Bernardes, substituindo Márcio Garcia e Thalita Rebouças. Teve também Carlinhos Brown, Iza e Mumuzinho  – no lugar de Maiara e Maraisa e Michel Teló – como técnicos.

## Técnicos e Apresentadores
Na oitava temporada do talent show, há uma grande renovação no time de técnicos. Iza e Mumuzinho entram para o time no lugar de Michel Teló e da dupla sertaneja Maiara e Maraísa. Já Carlinhos Brown segue em sua cadeira em mais uma temporada. É a primeira vez na história da franquia no Brasil em que o juri é composto apenas por cantores negros.

## Episódios

### Episódio 1: Audições às Cegas, Parte 1 (9 de abril de 2023)
Legenda
Perfomances:
- "Alguém me avisou" — Carlinhos Brown, Iza e Mumuzinho

| Ordem | Competidor         | Idade | Cidade             | Canção                         | Escolha dos técnicos e competidores | Escolha dos técnicos e competidores | Escolha dos técnicos e competidores |
| Ordem | Competidor         | Idade | Cidade             | Canção                         | Brown                               | Iza                                 | Mumuzinho                           |
| ----- | ------------------ | ----- | ------------------ | ------------------------------ | ----------------------------------- | ----------------------------------- | ----------------------------------- |
| 1     | Laura Medeiros     | 9     | Brasília, DF       | "Carcará"                      | ✔                                   | ✔                                   | ✔                                   |
| 2     | TAY                | 14    | Novo Hamburgo, RS  | "Still Loving You"             | ✔                                   | ✔                                   | ✔                                   |
| 3     | Bernardo Caliman   | 9     | Aracruz, ES        | "Sinônimos"                    | –                                   | ✔                                   | –                                   |
| 4     | Larah Bia          | 12    | Belo Horizonte, MG | "Something's Got a Hold on Me" | ✔                                   | ✔                                   | ✔                                   |
| 5     | Cecília Nascimento | 9     | São José, SC       | "Saber Quem Sou"               | ✔                                   | –                                   | ✔                                   |
| 6     | Emanuel Motta      | 13    | Ourinhos, SP       | "Highway To Hell"              | ✔                                   | ✔                                   | ✔                                   |
| 7     | Luísa Trinxet      | 10    | Rio Bonito, RJ     | "All I Want"                   | ✔                                   | ✔                                   | ✔                                   |
| 8     | Murilo Araújo      | 12    | Jacareí, SP        | "O Vento"                      | –                                   | –                                   | –                                   |
| 9     | Alice Rachel       | 14    | Rio de Janeiro, RJ | "Ben"                          | ✔                                   | ✔                                   | ✔                                   |

### Episódio 2: Audições às Cegas, Parte 2 (16 de abril de 2023)
| Ordem | Competidor      | Idade | Cidade               | Canção                 | Escolha dos técnicos e competidores | Escolha dos técnicos e competidores | Escolha dos técnicos e competidores |
| Ordem | Competidor      | Idade | Cidade               | Canção                 | Brown                               | Iza                                 | Mumuzinho                           |
| ----- | --------------- | ----- | -------------------- | ---------------------- | ----------------------------------- | ----------------------------------- | ----------------------------------- |
| 1     | Júlia Cleff     | 14    | Florianópolis, SC    | "No Time to Die"       | ✔                                   | ✔                                   | ✔                                   |
| 2     | Lunna Beatriz   | 9     | Rio de Janeiro, RJ   | "Vou Festejar"         | ✔                                   | ✔                                   | ✔                                   |
| 3     | Bia Moura       | 11    | Aracaju, SE          | "Rise Up"              | –                                   | ✔                                   | –                                   |
| 4     | Henrique Lima   | 13    | Senhor do Bonfim, BA | "Mentes Tão Bem"       | –                                   | –                                   | ✔                                   |
| 5     | Emily Santos    | 13    | Cândido Sales, BA    | "Sinto Sua Falta"      | ✔                                   | ✔                                   | ✔                                   |
| 6     | Wellinton Pedro | 14    | Mafra, SC            | "Mulher Maravilha"     | ✔                                   | ✔                                   | ✔                                   |
| 7     | Luisa Pinheiro  | 10    | Jacareí, SP          | "Don't Stop Believin'" | –                                   | ✔                                   | ✔                                   |
| 8     | Arthur Brussolo | 13    | Jales, SP            | "Coração Bandido"      | –                                   | –                                   | –                                   |
| 9     | Luiza Luz       | 13    | São Lourenço, MG     | "Eu Hein, Rosa!"       | ✔                                   | ✔                                   | ✔                                   |
| 10    | Dani Harumi     | 10    | Brasília, DF         | "O Caderno"            | ✔                                   | ✔                                   | ✔                                   |

### Episódio 3: Audições às Cegas, Parte 3 (23 de abril de 2023)
| Ordem | Competidor          | Idade   | Cidade                 | Canção                             | Escolha dos técnicos e competidores | Escolha dos técnicos e competidores | Escolha dos técnicos e competidores |
| Ordem | Competidor          | Idade   | Cidade                 | Canção                             | Brown                               | Iza                                 | Mumuzinho                           |
| ----- | ------------------- | ------- | ---------------------- | ---------------------------------- | ----------------------------------- | ----------------------------------- | ----------------------------------- |
| 1     | Eros & Lorenzo      | 12 e 10 | Campo Grande, MS       | "Vivendo Aqui No Mato"             | ✔                                   | ✔                                   | ✔                                   |
| 2     | Maria Alice Farias  | 10      | Belém, PA              | "Imagem (Reflection)"              | –                                   | ✔                                   | –                                   |
| 3     | Sofia Simplício     | 11      | São José do Sabugi, PA | "Feira de Mangaio"                 | ✔                                   | –                                   | ✔                                   |
| 4     | Ana Pérola          | 10      | Açailândia, MA         | "Hackearam-me"                     | –                                   | –                                   | ✔                                   |
| 5     | Mika Donadoni       | 13      | Indaiatuba, SP         | "Girls Just Want To Have Fun"      | ✔                                   | ✔                                   | ✔                                   |
| 6     | Theu Henrique       | 10      | Chapecó, SC            | "Vestido de Seda"                  | –                                   | –                                   | ✔                                   |
| 7     | Carol Harumi        | 9       | Tupã, SP               | "Shallow"                          | ✔                                   | ✔                                   | ✔                                   |
| 8     | Sanah               | 14      | Rio do Sul, SC         | "Sorte Que Cê Beija Bem"           | –                                   | –                                   | –                                   |
| 9     | Giovanna Amolinário | 12      | Rio Bonito, RJ         | "Waka Waka (This Time for Africa)" | ✔                                   | ✔                                   | ✔                                   |
| 10    | Luana Sousa         | 12      | Campo Maior, PI        | "Panis angelicus"                  | ✔                                   | ✔                                   | –                                   |

### Episódio 4: Audições às Cegas, Parte 4 (30 de abril de 2023)
| Ordem | Competidor      | Idade | Cidade                    | Canção                 | Escolha dos técnicos e competidores | Escolha dos técnicos e competidores | Escolha dos técnicos e competidores |
| Ordem | Competidor      | Idade | Cidade                    | Canção                 | Brown                               | Iza                                 | Mumuzinho                           |
| ----- | --------------- | ----- | ------------------------- | ---------------------- | ----------------------------------- | ----------------------------------- | ----------------------------------- |
| 1     | Clara Castro    | 14    | Salvador, BA              | "melhor sozinha :-)-:" | ✔                                   | –                                   | ✔                                   |
| 2     | Manu Luque      | 10    | Mogi das Cruzes, SP       | "Girl on Fire"         | ✔                                   | ✔                                   | ✔                                   |
| 3     | Laura Lago      | 14    | Canoas, RS                | "Love in the Dark"     | –                                   | ✔                                   | –                                   |
| 4     | Renan Santos    | 10    | Goiânia, GO               | "Cowboy Fora da Lei"   | ✔                                   | ✔                                   | ✔                                   |
| 5     | Louise Dominato | 11    | São João da Boa Vista, SP | "A Thousand Miles"     | –                                   | –                                   | ✔                                   |
| 6     | Arthur Vaz      | 13    | São Paulo, SP             | "Telefone Mudo"        | –                                   | –                                   | –                                   |
| 7     | Israelly Bonfim | 11    | São João de Meriti, RJ    | "Me Refez"             | ✔                                   | ✔                                   | ✔                                   |
| 8     | Juan Peter      | 11    | Fortaleza, CE             | "Heal the World"       | –                                   | –                                   | ✔                                   |
| 9     | Anna Bheatriz   | 13    | Uauá, BA                  | "Estranho"             | –                                   | ✔                                   | –                                   |
| 10    | Julia Rodrigues | 12    | Osasco, SP                | "Como Nossos Pais"     | ✔                                   | ✔                                   | ✔                                   |

### Episódio 5: Audições às Cegas, Parte 5 (7 de maio de 2023)
| Ordem | Competidor           | Idade | Cidade                   | Canção                          | Escolha dos técnicos e competidores | Escolha dos técnicos e competidores | Escolha dos técnicos e competidores |
| Ordem | Competidor           | Idade | Cidade                   | Canção                          | Brown                               | Iza                                 | Mumuzinho                           |
| ----- | -------------------- | ----- | ------------------------ | ------------------------------- | ----------------------------------- | ----------------------------------- | ----------------------------------- |
| 1     | Isa de Souza         | 13    | Viamão, RS               | "See You Again"                 | ✔                                   | ✔                                   | ✔                                   |
| 2     | Igor Mattos          | 11    | Campo Grande, MS         | "Boiada"                        | ✔                                   | –                                   | –                                   |
| 3     | Isa Camargo          | 9     | São Francisco do Sul, SC | "Um Degrau na Escada"           | –                                   | ✔                                   | –                                   |
| 4     | Edu Gaiteiro         | 11    | São João do Oeste, SC    | "Os Corações Não São Iguais"    | –                                   | –                                   | –                                   |
| 5     | Mirelly Raiane       | 13    | Recife, PE               | "Stay"                          | –                                   | ✔                                   | ✔                                   |
| 6     | Alejandro Rodrigues  | 10    | Brasília, DF             | "Andorinha Machucada"           | ✔                                   | ✔                                   | ✔                                   |
| 7     | Maria Antônia Corrêa | 13    | Porto Alegre, RS         | "If I Ain't Got You"            | ✔                                   | ✔                                   | ✔                                   |
| 8     | Ana Julia Rodrigues  | 11    | Porto dos Gaúchos, MT    | "Meu Violão e o Nosso Cachorro" | –                                   | ✔                                   | –                                   |
| 9     | Maria Clara Davite   | 10    | Belo Horizonte, MG       | "Sweet Child o' Mine"           | –                                   | –                                   | ✔                                   |
| 10    | Marlysson Reis       | 9     | Santa Cruz, RN           | "Café e Amor"                   | ✔                                   | ✔                                   | ✔                                   |

### Episódio 6: Audições às Cegas, Parte 6 (14 de maio de 2023)
| Ordem | Competidor         | Idade | Cidade              | Canção                     | Escolha dos técnicos e competidores | Escolha dos técnicos e competidores | Escolha dos técnicos e competidores |
| Ordem | Competidor         | Idade | Cidade              | Canção                     | Brown                               | Iza                                 | Mumuzinho                           |
| ----- | ------------------ | ----- | ------------------- | -------------------------- | ----------------------------------- | ----------------------------------- | ----------------------------------- |
| 1     | Gabriella Cavaco   | 14    | Salvador, BA        | "They Don't Know About Us" | ✔                                   | ✔                                   | ✔                                   |
| 2     | Giulia Amaral      | 11    | Boa Vista, RO       | "Let's Twist Again"        | –                                   | ✔                                   | –                                   |
| 3     | Giovanna Ferreira  | 9     | Nova Friburgo, RJ   | "Pra Ver Se Cola"          | ✔                                   | ✔                                   | ✔                                   |
| 4     | Ben Medeiros       | 10    | Curitiba, PR        | "Nuvem de Lágrimas"        | ✔                                   | ✔                                   | ✔                                   |
| 5     | Duda Mazolini      | 13    | Lindóia, SP         | "Chora Peito"              | –                                   | ✔                                   | –                                   |
| 6     | Mirella Campos     | 11    | Juazeiro, BA        | "Alvejante"                | ✔                                   | –                                   | ✔                                   |
| 7     | Geysian Kelly      | 12    | Lagoa Seca, PB      | "Amor Abusivo"             | –                                   | –                                   | –                                   |
| 8     | Rhyan Gabriel      | 11    | Siqueira Campos, PR | "O Homem"                  | ✔                                   | ✔                                   | –                                   |
| 9     | Elloá Vanacci      | 10    | Campinas, SP        | "Stand by Me"              | –                                   | ✔                                   | ✔                                   |
| 10    | Luiz Gustavo       | 13    | Teófilo Otoni, MG   | "Página de Amigos"         | –                                   | Time Cheio                          | ✔                                   |
| 11    | Vitória Forrozeira | 13    | Boa Saúde, RN       | "De Volta Pro Aconchego"   | ✔                                   | Time Cheio                          | Time Cheio                          |

### Episódios 7 a 9: Batalhas (21 de maio a 4 de junho de 2023)
Legenda
- Performances
  - Iza - "Valerie" (Episódio 7)
  - Carlinhos Brown - "Madá Gugu Dadá" (Episódio 8)
  - Mumuzinho - Maria, Maria (Episódio 9)

| Episódio | Técnico         | Ordem | Vencedor            | Canção                          | Perdedores          | Perdedores           |
| -------- | --------------- | ----- | ------------------- | ------------------------------- | ------------------- | -------------------- |
| 7        | Carlinhos Brown | 1     | Vitória Forrozeira  | "Asa Branca"                    | Luana Sousa         | Sofia Simplício      |
| 7        | Mumuzinho       | 2     | Clara Castro        | "Hey Jude"                      | Larah Bia           | Louise Dominato      |
| 7        | Iza             | 3     | Isa Camargo         | "Superfantástico"               | Bernardo Caliman    | Giovanna Ferreira    |
| 7        | Iza             | 4     | Mirelly Raiane      | "My Universe"                   | Júlia Cleff         | Laura Lago           |
| 7        | Carlinhos Brown | 5     | Alejandro Rodrigues | "Meteoro"                       | Renan Santos        | Rhyan Gabriel        |
| 7        | Mumuzinho       | 6     | Alicia Rachel       | "Edelweiss"                     | Juan Peter          | Maria Clara Davite   |
|          |                 |       |                     |                                 |                     |                      |
| 8        | Carlinhos Brown | 1     | Laura Medeiros      | "Várias Queixas"                | Emily Santos        | Julia Rodrigues      |
| 8        | Iza             | 2     | Duda Mazolini       | "De Quem É A Culpa?"            | Ana Julia Rodrigues | Anna Bheatriz        |
| 8        | Mumuzinho       | 3     | Lunna Beatriz       | "Água de Beber"                 | Isa de Souza        | Luiza Luz            |
| 8        | Carlinhos Brown | 4     | Emanuel Motta       | "Enquanto Houver Sol"           | Gabriella Cavaco    | Igor Mattos          |
| 8        | Mumuzinho       | 5     | Ben Medeiros        | "Alô"                           | Luiz Gustavo        | Theu Henrique        |
| 8        | Iza             | 6     | Giulia Amaral       | "Circles"                       | Bia Moura           | Mika Donadoni        |
|          |                 |       |                     |                                 |                     |                      |
| 9        | Mumuzinho       | 1     | Henrique Lima       | "Na Hora da Raiva"              | Ana Pérola          | Mirella Campos       |
| 9        | Iza             | 2     | Israelly Bonfim     | "Dance Monkey"                  | Luísa Trinxet       | Maria Alice Farias   |
| 9        | Carlinhos Brown | 3     | Cecília Nascimento  | "Doce Mel (Bom Estar Com Você)" | Dani Harumi         | Manu Luque           |
| 9        | Mumuzinho       | 4     | TAY                 | "Triste, Louca ou Má"           | Giovanna Amolinário | Maria Antônia Corrêa |
| 9        | Iza             | 5     | Elloá Vanacci       | "Brisa"                         | Carol Harumi        | Luisa Pinheiro       |
| 9        | Carlinhos Brown | 6     | Wellinton Pedro     | "Maria, Maria"                  | Eros & Lorenzo      | Marlysson Reis       |
|          |                 |       |                     |                                 |                     |                      |

### Episódios 10 e 11: Shows (11 e 18 de junho de 2023)
Legenda
| Episódio | Técnico         | Ordem | Canção                | Classificado         | Eliminado           | Canção                            | Ordem |
| -------- | --------------- | ----- | --------------------- | -------------------- | ------------------- | --------------------------------- | ----- |
| 10       | Carlinhos Brown | 2     | Cecília Nascimento    | "Era Uma Vez"        | Alejandro Rodrigues | "Quem Sou Eu Sem Ela"             | 1     |
| 10       | Carlinhos Brown | 3     | Emanuel Motta         | "Your Love"          | Alejandro Rodrigues | "Quem Sou Eu Sem Ela"             | 1     |
| 10       | Iza             | 4     | Duda Mazolini         | "Malagueña Salerosa" | Giulia Amaral       | "Velha Roupa Colorida"            | 5     |
| 10       | Iza             | 6     | Isa Camargo           | "Halo"               | Giulia Amaral       | "Velha Roupa Colorida"            | 5     |
| 10       | Mumuzinho       | 7     | Alicia Rachel         | "Fim De Tarde"       | Clara Castro        | "Se Eu Não Te Amasse Tanto Assim" | 8     |
| 10       | Mumuzinho       | 8     | Lunna Beatriz         | "Insensato Destino"  | Clara Castro        | "Se Eu Não Te Amasse Tanto Assim" | 8     |
|          |                 |       |                       |                      |                     |                                   |       |
| 11       | Mumuzinho       | 2     | "Bijouteria"          | Henrique Lima        | Ben Medeiros        | "Versos Simples"                  | 1     |
| 11       | Mumuzinho       | 3     | "A Palo Seco"         | TAY                  | Ben Medeiros        | "Versos Simples"                  | 1     |
| 11       | Carlinhos Brown | 4     | "Doralice"            | Laura Medeiros       | Wellinton Pedro     | "Não Aprendi Dizer Adeus"         | 6     |
| 11       | Carlinhos Brown | 5     | "Tropicana"           | Vitória Forrozeira   | Wellinton Pedro     | "Não Aprendi Dizer Adeus"         | 6     |
| 11       | Iza             | 7     | "Flor e o Beija-Flor" | Elloá Vanacci        | Mirelly Raiane      | "(não) era amor"                  | 9     |
| 11       | Iza             | 8     | "I Have Nothing"      | Israelly Bonfim      | Mirelly Raiane      | "(não) era amor"                  | 9     |
|          |                 |       |                       |                      |                     |                                   |       |

| Episódio | Ordem | Artista                      | Canção       |
| -------- | ----- | ---------------------------- | ------------ |
| 10       | 1     | Carlinhos Brown e Mumuizinho | "Sá Marina"  |
| 10       | 2     | Iza e Carlinhos Brown        | "Na Estrada" |
| 11       | 1     | Iza e Mumuzinho              | "Lilás"      |
| 11       | 2     | Iza e Carlinhos Brown        | "Negro Gato" |

### Episódio 12: Super Batalhas (25 de junho de 2023)
Legenda
| Primeira Rodada | Primeira Rodada | Primeira Rodada    | Primeira Rodada                | Primeira Rodada    | Segunda Rodada | Segunda Rodada           | Segunda Rodada     |
| Técnico         | Ordem           | Competidor         | Canção                         | Resultado          | Ordem          | Canção                   | Resultado          |
| --------------- | --------------- | ------------------ | ------------------------------ | ------------------ | -------------- | ------------------------ | ------------------ |
| Carlinhos Brown | 1               | Cecília Nascimento | "É Preciso Saber Viver"        | Não escolhida      | 2              | "Menina Solta"           | Eliminado          |
| Carlinhos Brown | 1               | Emanuel Motta      | "É Preciso Saber Viver"        | Não escolhido      | 3              | "Rock and Roll All Nite" | Salvo pelo técnico |
| Carlinhos Brown | 1               | Laura Medeiros     | "É Preciso Saber Viver"        | Salva pelo técnico | —              | —                        | —                  |
| Carlinhos Brown | 1               | Vitória Forrozeira | "É Preciso Saber Viver"        | Não escolhida      | 4              | "Bate Coração"           | Salva pelo técnico |
| Iza             | 5               | Duda Mazolini      | "Ninguém Me Cala (Speechless)" | Não escolhida      | 6              | "Na Sua Estante"         | Eliminada          |
| Iza             | 5               | Elloá Vanacci      | "Ninguém Me Cala (Speechless)" | Salva pelo técnica | —              | —                        | —                  |
| Iza             | 5               | Isa Camargo        | "Ninguém Me Cala (Speechless)" | Não escolhida      | 7              | "Flowers"                | Salva pelo técnico |
| Iza             | 5               | Israelly Bonfim    | "Ninguém Me Cala (Speechless)" | Não escolhida      | 8              | "Stand Up"               | Salva pelo técnico |
| Mumuzinho       | 9               | Alicia Rachel      | "Rosa de Hiroshima"            | Salva pelo técnico | —              | —                        | —                  |
| Mumuzinho       | 9               | Henrique Lima      | "Rosa de Hiroshima"            | Não escolhido      | 10             | "A Hora É Agora"         | Salva pelo técnico |
| Mumuzinho       | 9               | Lunna Beatriz      | "Rosa de Hiroshima"            | Não escolhida      | 11             | "Opinião"                | Eliminada          |
| Mumuzinho       | 9               | TAY                | "Rosa de Hiroshima"            | Não escolhida      | 12             | "Será"                   | Salva pelo técnico |

### Episódio 13: Shows ao vivo - Semifinal (2 de julho de 2023)
Legenda
| Técnico         | Ordem | Competidor         | Canção                                           | Resultado          |
| --------------- | ----- | ------------------ | ------------------------------------------------ | ------------------ |
| Mumuzinho       | 1     | Alicia Rachel      | "Pesadão"                                        | Eliminada          |
| Mumuzinho       | 2     | Henrique Lima      | "Você Mudou (Making Love Out Of Nothing At All)" | Salvo pelo técnico |
| Mumuzinho       | 3     | TAY                | "Sailing"                                        | Salva pelo técnico |
| Iza             | 4     | Elloá Vanacci      | "Sonho de Amor"                                  | Eliminada          |
| Iza             | 5     | Isa Camargo        | "Chandelier"                                     | Salva pelo técnica |
| Iza             | 6     | Israelly Bonfim    | "For Your Love"                                  | Salva pelo técnica |
| Carlinhos Brown | 7     | Emanuel Motta      | "Locked Out of Heaven"                           | Salvo pelo técnico |
| Carlinhos Brown | 8     | Laura Medeiros     | "Vou Deitar e Rolar (Qua Qua Ra Qua Qua)"        | Salva pelo técnico |
| Carlinhos Brown | 9     | Vitória Forrozeira | "Baião"                                          | Eliminada          |

| Ordem | Artista                                          | Canção                       |
| ----- | ------------------------------------------------ | ---------------------------- |
| 1     | Juan Peter e Maria Clara Davite (Time Mumuzinho) | "Todos Juntos (Tutti Uniti)" |
| 2     | Luísa Trinxet e Mika Donadoni (Time IZA)         | "favorite crime"             |
| 3     | Cecília Nascimento e Dani Harumi (Time Brown)    | "Uni-Duni-Tê"                |

### Episódio 14: Shows ao Vivo: Final (9 de julho de 2023)
Legenda
| Ordem | Técnico         | Competidor      | Canção                                          | Resultado                   |
| ----- | --------------- | --------------- | ----------------------------------------------- | --------------------------- |
| 1     | Iza             | Isa Camargo     | "Easy On Me"                                    | Salva pelo público (71,84%) |
| 2     | Iza             | Israelly Bonfim | "Pra Sempre Vou Te Amar (Forever By Your Side)" | Eliminada                   |
| 3     | Mumuzinho       | Henrique Lima   | "Na Hora de Amar"                               | Salvo pelo público (66,00%) |
| 4     | Mumuzinho       | TAY             | "The Winner Takes It All"                       | Eliminada                   |
| 5     | Carlinhos Brown | Emanuel Motta   | "Esse Tal de Roque Enrow"                       | Salvo pelo público (68,63%) |
| 6     | Carlinhos Brown | Laura Medeiros  | "Madalena"                                      | Eliminada                   |

#### Rodada Final
| Ordem | Técnico         | Competidor    | Canção                        | Resultado         |
| ----- | --------------- | ------------- | ----------------------------- | ----------------- |
| 1     | Carlinhos Brown | Emanuel Motta | "You Shook Me All Night Long" | Finalista         |
| 2     | Mumuzinho       | Henrique Lima | "Disparada"                   | Vencedor (45,11%) |
| 3     | IZA             | Isa Camargo   | "Fogão de Lenha"              | Finalista         |

| Ordem | Artista                          | Canção            |
| ----- | -------------------------------- | ----------------- |
| 1     | Carlinhos Brown, IZA e Mumuzinho | "Saúde"           |
| 2     | Os Técnicos e os finalistas      | "Não é Proibido"  |
| 3     | Vencedor: Henrique Lima          | "Mentes, Tão Bem" |

## Resultados
Legenda
Times
| - Time Brown - Time Iza - Time Mumuzinho |

Detalhes dos resultados
| - Vencedor - Finalista - Artista foi salvo pelo seu técnico - Artista foi salvo pelo voto do público - Artista não se apresentou - Artista foi eliminado - Artista avançou para a final da temporada - Artista recebeu menos pontos e foi eliminado |

| Competidor | Competidor         | Semana 1      | Semana 1  | Semana 2              | Semana 3              | Semana 3              |                       |
| ---------- | ------------------ | ------------- | --------- | --------------------- | --------------------- | --------------------- | --------------------- |
|            |                    |               |           |                       |                       |                       |                       |
|            | Henrique Lima      | Não Escolhido | Salvo     | Salvo                 | Salvo                 | Vencedor              |                       |
|            | Emanuel Motta      | Não Escolhido | Salvo     | Salvo                 | Salvo                 | Finalista             |                       |
|            | Isa Camargo        | Não Escolhida | Salva     | Salva                 | Salva                 | Finalista             |                       |
|            | Israelly Bonfim    | Não Escolhida | Salva     | Salva                 | Eliminada             | Eliminadas (Semana 3) | Eliminadas (Semana 3) |
|            | Laura Medeiros     | Salva         | Imune     | Salva                 | Eliminada             | Eliminadas (Semana 3) | Eliminadas (Semana 3) |
|            | TAY                | Não Escolhida | Salva     | Salva                 | Eliminada             | Eliminadas (Semana 3) | Eliminadas (Semana 3) |
|            | Alicia Rachel      | Salva         | Imune     | Eliminada             | Eliminadas (Semana 2) | Eliminadas (Semana 2) |                       |
|            | Elloá Vanacci      | Salva         | Imune     | Eliminada             | Eliminadas (Semana 2) | Eliminadas (Semana 2) |                       |
|            | Vitória Forrozeira | Não Escolhida | Salva     | Eliminada             | Eliminadas (Semana 2) | Eliminadas (Semana 2) |                       |
|            | Cecília Nascimento | Não Escolhida | Eliminada | Eliminadas (Semana 1) | Eliminadas (Semana 1) | Eliminadas (Semana 1) |                       |
|            | Duda Mazolini      | Não Escolhida | Eliminada | Eliminadas (Semana 1) | Eliminadas (Semana 1) | Eliminadas (Semana 1) |                       |
|            | Lunna Beatriz      | Não Escolhida | Eliminada | Eliminadas (Semana 1) | Eliminadas (Semana 1) | Eliminadas (Semana 1) |                       |

## Times
Legenda
| Vencedor(a) Finalistas | Eliminados na Final Eliminados na Semifinal | Eliminados nas Super Batalhas Eliminados nos Shows Eliminados na rodada de Batalhas |

| Técnicos            | Artístas            | Artístas             | Artístas           | Artístas            | Artístas          | Artístas |
| ------------------- | ------------------- | -------------------- | ------------------ | ------------------- | ----------------- | -------- |
| Carlinhos Brown     |                     |                      |                    |                     |                   |          |
| Emanuel Motta       | Laura Medeiros      | Vitória Forrozeira   | Cecília Nascimento | Alejandro Rodrigues | Wellinton Pedro   |          |
| Dani Harumi         | Emily Santos        | Eros & Lorenzo       | Gabriella Cavaco   | Igor Mattos         | Julia Rodrigues   |          |
| Luana Sousa         | Manu Luque          | Marlysson Reis       | Renan Santos       | Rhyan Gabriel       | Sofia Simplício   |          |
| Iza                 |                     |                      |                    |                     |                   |          |
| Isa Camargo         | Israelly Bonfim     | Elloá Vanacci        | Duda Mazolini      | Giulia Amaral       | Mirelly Raiane    |          |
| Ana Julia Rodrigues | Anna Bheatriz       | Bia Moura            | Bernardo Caliman   | Carol Harumi        | Giovanna Ferreira |          |
| Júlia Cleff         | Laura Lago          | Luisa Pinheiro       | Luísa Trinxet      | Maria Alice Farias  | Mika Donadoni     |          |
| Mumuzinho           |                     |                      |                    |                     |                   |          |
| Henrique Lima       | TAY                 | Alicia Rachel        | Lunna Beatriz      | Ben Medeiros        | Clara Castro      |          |
| Ana Pérola          | Giovanna Amolinário | Isa de Souza         | Juan Peter         | Larah Bia           | Louise Dominato   |          |
| Luiz Gustavo        | Luiza Luz           | Maria Antônia Corrêa | Maria Clara Davite | Mirella Campos      | Theu Henrique     |          |